# Olimpíada de xadrez de 1931
A Olimpíada de xadrez de 1931 foi a quarta Olimpíada de Xadrez organizada pela FIDE, realizada em Praga entre os dias 11 e 26 de julho, conjuntamente a terceira edição do Campeonato Mundial Feminino de Xadrez. A equipe dos Estados Unidos (Isaac Kashdan, Frank James Marshall, Arthur William Dake, Israel Horowitz e Herman Steiner) conquistou a medalha de ouro, seguidos da Polônia (Akiba Rubinstein, Savielly Tartakower, Dawid Przepiórka, Kazimierz Makarczyk e Paulin Frydman) e Tchecoslováquia (Salo Flohr, Karl Gilg, Josef Rejfíř, Karel Opočenský e Karel Skalička)

## Quadro de medalhas
| Tabuleiro | Ouro                                     | Prata                  | Bronze                  |
| 1º        | FRA Alexander Alekhine                   | GER Efim Bogoljubow    | USA Isaac Kashdan       |
| 2º        | SWE Gösta Stoltz POL Savielly Tartakower |                        | HUN Lajos Steiner       |
| 3º        | LAT Vladimirs Petrovs                    | ENG George Alan Thomas | TCH Josef Rejfíř        |
| 4º        | AUT Albert Becker                        | YUG Vasja Pirc         | GER Kurt Richter        |
| res       | TCH Karel Skalička                       | USA Herman Steiner     | LAT Volfgangs Hasenfuss |